# Spis macierzy
Niżej znajduje się spis macierzy, ważnych z punktu widzenia matematyki, fizyki, inżynierii i innych działów nauki, jak również ich zastosowania w kulturze popularnej.

## Matematyka
- Relację {\displaystyle \varrho } między elementami zbiorów {\displaystyle P=\{p_{1},p_{2},\dots ,p_{n}\}} oraz {\displaystyle Q=\{q_{1},q_{2},\dots ,q_{m}\}} wygodnie jest określać za pomocą macierzy incydencji {\displaystyle A=(a_{i,j}),} gdzie {\displaystyle a_{ij}} jest wartością logiczną zdania {\displaystyle p_{i}\ \varrho \ q_{j}.}
- Jeżeli wyżej określony zbiór {\displaystyle P} jest zbiorem wierzchołków grafu niezorientowanego, to kwadratowa macierz incydencji {\displaystyle A,} gdzie {\displaystyle a_{ij}} jest liczbą krawędzi łączących wierzchołki {\displaystyle p_{i}} i {\displaystyle p_{j}} jest symetryczna, czyli {\displaystyle A=A^{T}.}
- Jeżeli {\displaystyle P} opisuje graf zorientowany, to {\displaystyle a_{ij}} jest liczbą krawędzi z wierzchołka {\displaystyle p_{i}} do wierzchołka {\displaystyle p_{j}}[1].
- W algebrze liniowej macierze służą do reprezentacji przekształceń liniowych i funkcjonałów dwuliniowych oraz rozwiązywania układów równań liniowych.
- Macierz Jacobiego (jakobian) stosowana jest przy całkowaniu przez podstawienie.
- Macierze Wrońskiego i ich wyznaczniki (wrońskiany) są używane przy rozwiązywaniu niektórych typów równań różniczkowych oraz sprawdzaniu liniowej niezależności funkcji.
- W geometrii stosowane są macierze przekształcenia, opisujące przekształcenia afiniczne.

## Fizyka i elektronika
- We współczesnej elektronice praktycznie każdy nowy układ elektroniczny jest najpierw przeliczany na komputerze (programy w rodzaju PSpice). Stosowana wówczas teoria obwodów wymaga rozwiązywania dużych układów równań, w czym pomagają macierze[2].
- W elektronice stosowane są również macierze niewynikające z twierdzeń czysto matematycznych, np. macierze immitancji i transmitancji.
- Szczególnym przypadkiem macierzy są wektory, które stały się jednym z podstawowych pojęć fizyki.
- Macierze są często używane w mechanice kwantowej, której sformułowanie w języku macierzy zwane jest mechaniką macierzową.
- Także ogólna teoria względności wyrażona jest w języku tensorów (np. tensor napięć-energii) do zapisu których stosowane są m.in. macierze.
- Zaawansowane obliczenia z dziedziny fizyki i nauk pokrewnych (mechanika płynów, meteorologia, odkształcenia materiałów, elektromagnetyzm) często sprowadzają się do metody elementów skończonych, która posługuje się macierzami.
- Zjawisko piezoelektryczne wygodnie opisać za pomocą macierzy[3].

## Statystyka
- Kwadraty łacińskie, kwadraty greckie i kwadraty grecko-łacińskie są przydatne przy planowaniu eksperymentów w każdej dziedzinie nauki – dzięki nim za pomocą minimalnej liczby eksperymentów możemy uzyskać dobrą statystycznie informację o wpływie każdego z kilku różnych czynników na obserwowaną zmienną.
- Macierz danych jest standardowym zapisem wyników eksperymentu w statystyce. Statystyka stosuje też wiele innych macierzy, m.in. macierz stochastyczną, macierz korelacji, macierz wariancji-kowariancji, kontyngencji.
- Macierze w statystyce są też wykorzystywane w metodach bazujących na przestrzeniach liniowych, jak m.in. wielowymiarowa regresja liniowa, analiza czynnikowa, analiza składowych głównych, analiza odpowiedniości.

## Prognozowanie
- Macierz stosowana w metodzie MICMAC[4], służąca badaniu relacji pośrednich pomiędzy zmiennymi, uzyskiwanych przez podnoszenie macierzy do kolejnych potęg, aż do uzyskania stabilności systemu. Do macierzy podstawia się także dane niepewne, dotyczące przyszłości, co ma na celu ujawnienie potencjalnych skutków, także nieoczywistych, wynikających z zależności pośrednich.

## Optymalizacja
- Macierze używane są w zagadnieniach optymalizacyjnych, szczególnie w programowaniu liniowym.
- Optymalizacja sprowadza się często do szukania ekstremów funkcji wielu zmiennych. Pomagają w tym macierze Hessego (hesjany).

## Informatyka i telekomunikacja
- W językach programowania jednym z podstawowych typów danych jest tablica dwuwymiarowa, będąca informatycznym odpowiednikiem macierzy.
- W teorii kodowania w telekomunikacji stosowane są macierze[5].
- Macierze są wykorzystywane we współczesnej kryptografii (zobacz np. AES).
- W cyfrowym przetwarzaniu obrazów filtry stosowane do obrazów są często wyrażone za pomocą średniej ważonej z sąsiednich pikseli obrazu. Wagi tworzą wówczas macierz. Filtry takie mogą służyć m.in. do wygładzania albo wykrywania krawędzi (np. algorytm prewitt).
- W programowaniu grafiki i fizyki 3D (np. w programowaniu gier) macierze 4x4 są wykorzystywane do reprezentacji większości potrzebnych przekształceń geometrycznych – m.in. translacji, rotacji, skalowania i rzutowania perspektywicznego (zob. współrzędne jednorodne).
- Tzw. macierze widoku stosowane są w grafice trójwymiarowej do łatwego formalizowania położenia i kierunku patrzenia kamery.
- Tzw. macierz fundamentalna 3×3 rzędu 2 jest w grafice 3D używana do generowania obrazów stereoskopowych.
- W teorii sygnałów oraz przy kompresji obrazu stosowane są tzw. falki. Można je wyliczać z wykorzystaniem macierzy[6].

## Pozostałe dziedziny
- Macierz Z jest stosowanym w chemii sposobem zapisu budowy cząsteczki.
- W stechiometrii stosowane są macierze stechiometryczne[7]
- Olga Taussky-Todd używała teorii macierzy do badania zjawisk aerodynamicznych, zwanych flatterem i aeroelastycznością, podczas II wojny światowej.
- Macierzowe równania stanu są jednym z podstawowych pojęć automatyki – pozwalają one na matematyczną reprezentację układu dynamicznego, w tym układu automatyki.
- W robotyce stosowane są elementarne macierze transformacji pozwalające opisywać matematycznie ruchy ramion robota. Macierze (Grama, Kalmana oraz tzw. nawiasy Liego) są też stosowane do sprawdzania czy robot mobilny jest układem sterowalnym. W modelu manipulatora robotycznego używana jest też macierz pseudoinercji, macierz bezwładności, macierz Coriolisa i macierz grawitacji.
- W spektrofotometrii używana jest macierz widm (wartości absorbancji; porównaj LBOZ).
- W bioinformatyce macierze stosowane są w algorytmie uliniowiania do porównywania sekwencji pierwszorzędowej DNA, RNA bądź białek w celu identyfikacji regionów podobnych.
- W teorii gier do opisu prostych gier zwykle stosuje się tzw. macierz wypłat. Wraz z teorią gier mają one zastosowanie także np. w etologii czy taktyce wojskowej.

## Kultura popularna
- Kwadraty magiczne, które formalnie były najstarszymi znanymi macierzami, choć były (i są[kiedy?]) wykorzystywane jako talizmany, a nie obiekty matematyczne.
- Formę macierzy mają także diagramy sudoku.
- Autor Alicji w Krainie Czarów, matematyk Charles Dodgson (Lewis Carroll) jako pierwszy stosował macierze w teorii głosowań[8].